# Felton Jarvis
Pour les articles homonymes, voir Jarvis.
Felton Jarvis (né Charles Felton Jarvis le 16 novembre 1934 à Atlanta en Géorgie - 3 janvier 1981 à Nashville dans le Tennessee) était producteur dans l'industrie du disque pendant les années 1950 et 1960. Il participa au premier album de Mickey Newbury.
Employé de la compagnie RCA, il travailla pour son propre compte en tant que producteur de Elvis Presley de 1966 à 1977. Les deux collègues devinrent si proches, que c'est Elvis qui paya la dialyse de Felton lors de son dysfonctionnement rénal en 1971 ; il alla jusqu'à proposer de payer une greffe si cela se révélait nécessaire. Il a également collaboré avec des artistes comme Willie Nelson, Floyd Cramer, Lloyd Price, Fats Domino, Gladys Knight, Carl Perkins entre autres.
Il créa en 1980 le doublage de rythmes moderne sur des voix préenregistrées, méthodes toujours employées actuellement, dont a bénéficié un album de chansons de Elvis intitulé Guitar Man ; la chanson éponyme fut réalisée en 1967, avec la voix originale d'Elvis accompagnée à la guitare.

## Singles
Pour Viva Records
- Honest John (The Workin' Man's Friend)/Don't Knock Elvis (1959)

Thunder Int.
- Swingin' Cat/Honest John (The Working Man's Friend) (1960)
- Dimples/Little Wheel (1960)